# High by the Beach
"High by the Beach" é uma canção gravada pela cantora e compositora americana Lana Del Rey contida em seu quarto álbum de estúdio, Honeymoon (2015). Escrita e produzida pela própria musicista com o auxílio de Rick Nowels e Kieron Menzies, foi uma das últimas faixas concluídas para o projeto. A sua gravação ocorreu em meados de 2015, no estúdio The Green Building, em Santa Mônica, na Califórnia. Uma balada de estilos trap e pop, possui andamento mais acelerado que os trabalhos anteriores de Del Rey e incorpora em sua produção elementos da música eletrônica e de hip hop, presentes em seu disco Born to Die (2012), enquanto a sua instrumentação apresenta o trabalho de teclados, órgão eletrônico e sintetizadores. O seu lançamento ocorreu em 10 de agosto de 2015 como o primeiro single do disco.
Liricamente, a faixa reflete o desejo da artista de relaxar na praia após o fim de um relacionamento que a estava fazendo mal. Entretanto, após o lançamento do seu vídeo musical, especulou-se que o conteúdo lírico da obra seria uma resposta de Del Rey àqueles que a têm criticado. O tema recebeu aclamação universal dos profissionais especializados, os quais elogiaram a sua produção e a entrega vocal da musicista e descreveram-na como um dos melhores lançamentos de Del Rey. Comercialmente, a obra registrou um sucesso moderado nas tabelas musicais de Israel e da Grécia, nas quais alcançou as cinco primeiras posições, enquanto em países do continente europeu não obteve o mesmo êxito. Nos Estados Unidos, foi inicialmente noticiado que a canção entrara na sétima posição da Billboard Hot 100, mas após a reparação de um erro cometido pela Nielsen SoundScan, foi revelado que a canção estreou na 51.ª posição. Na Digital Songs, conquistou o nono lugar.
O vídeo musical acompanhante foi filmado em Malibu, no Condado de Los Angeles, e dirigido por Jake Nava e estreou na plataforma Vevo em 13 de agosto. Com temática simplista, consiste em cenas de Del Rey a ser assediada por um paparazzo em um helicóptero enquanto tenta espairecer em sua casa de praia. No entanto, nos momentos finais da gravação, a artista resolve pôr um fim à invasão de privacidade que tem sofrido e, com uma arma de fogo, explode a aeronave em que estava o assediador. A gravação recebeu análises positivas da mídia especializada, que louvaram as suas cenas de encerramento e identificaram-na como uma referência ao assédio a que estão submetidos os artistas da indústria do entretenimento.

## Desenvolvimento
"High by the Beach" foi escrita por Del Rey, Rick Nowels e Kieron Menzies, sendo uma das últimas canções a ser concluídas para Honeymoon (2015). As inspirações para a obra surgiram dos frequentes passeios de carro que Del Rey realizara pelas praias da Califórnia. Sobre o processo, a artista comentou: "[A composição] começou com o refrão. Estava dirigindo pela praia bastante. Essa foi provavelmente uma das últimas do disco... Mesmo com as harmonias, quase soava monótona. Mas com a batida, tem essa influência trap".

## Lançamento
"High by the Beach" foi lançado como o primeiro single de Honeymoon (2015). A data de lançamento da gravação foi revelada pela cantora em 4 de agosto por meio de seu perfil no Instagram. Além disso, também divulgou a arte de capa do material, na qual Del Rey aparece de olhos fechados ao lado de uma réplica de veleiro e em um ambiente tropical com o mar ao fundo. A fotografia foi registrada por Chuck Grant, irmã de Del Rey, enquanto o seu figurino ficou a cargo de Johnny Blueeyes e o seu cabelo e maquiagem por Anna Cofone e Pamela Cochrane, respectivamente.
Lançado oficialmente em 10 de agosto, o single foi divulgado ilegalmente na Internet dois dias antes, embora tenham surgidos rumores posteriormente de que a gravadora de Del Rey havia propositalmente disponibilizado a canção on-line. Um vídeo com o áudio oficial da gravação foi publicado por Del Rey na plataforma de vídeos Vevo no mesmo dia em que a obra foi enviada às lojas digitais, como a iTunes Store e Amazon.com. Ainda no dia 10, a faixa foi transmitida no programa de Annie Mac, na BBC Radio 1, e na Apple Music.

## Crítica profissional
| Críticas profissionais | Críticas profissionais |
| Avaliações da crítica  | Avaliações da crítica  |
| Fonte                  | Avaliação              |
| ---------------------- | ---------------------- |
| The Metropolist        | [ 16 ]                 |
| It Pop                 | (4.5/5)                |
| AXS                    | (9/10)                 |
| POPLine                | (85/100)               |
| Renowned for Sound     | [ 20 ]                 |

Após o seu lançamento, "High by the Beach" recebeu aclamação universal dos críticos musicais, os quais elogiaram a sua produção e a entrega vocal da musicista e descreveram-na como um dos melhores lançamentos de Del Rey. Jessica Thomas, do site Renowned for Sound, por exemplo, premiou-a com cinco estrelas de cinco possíveis, declarando: "[A canção] é um contraste notável para com os seus últimos trabalhos (...) O refrão é uma obra-prima liricamente repetitiva que não te sai da cabeça, enquanto a batida fazê-lo-á dançar. A faixa é quase imaterial, com um peculiar sintetizador eletrônico, teclas suaves e uma batida pulsante combinada aos roucos vocais de assinatura de Del Rey. Não há realmente nada de ruim a dizer sobre 'High by the Beach'. É uma canção arejada e descontraída". Jason Lipshutz, da revista Billboard, descreveu a canção como: "Relativamente otimista e estruturalmente tranquila, com Del Rey oferecendo talvez a canção mais 'radiofônica' de toda a sua carreira". Sal Cinquemani, da Slant Magazine, prezou a gravação pelo uso de "sintetizadores hipnóticos" e pelos "nítidos vocais da artista", proclamando: "A canção é mais influenciada pelo hábil trip-hop de Born to Die do que pelo rock de seu último disco, Ultraviolence (...) E, embora seja um single discreto em relação ao padrão pop atual, é sem dúvidas um dos lançamentos mais cativantes de Del Rey desde 'Summertime Sadness' ou mesmo 'National Anthem'". Similarmente, Laura Bradley, da revista Slate, elogiou-a por abandonar o melodrama de Ultraviolence e enfatizou as suas letras por não a mostrar submissa ao seu amante, ao passo que Ezra Marcus, do site CBS Radio, observou que, em "High by the Beach", a intérprete provou que "sabe como celebrar o verão".
Jessica Goodman, do Entertainment Weekly, prezou o tema por suas influências de estilo hip hop e por suas linhas de sintetizadores, que o tornou facilmente um dos mais cativantes lançamentos da artista. A jornalista Nolan Feeney, da revista Time, alcunhou o trabalho de "o mais pop de Lana Del Rey até então" e destacou a sua "batida oscilante e o seu gancho vertiginoso". Similarmente, Peter Helman, do Stereogum, descreveu-o como uma das canções mais sedutoras de Del Rey e elogiou a transição musical apresentada pela artista em relação à faixa-título de Honeymoon — divulgada semanas antes —, ao substituir os instrumentos de cordas por teclados  sensuais e sintetizadores, bem como por suas letras que apresentam "uma independência refrescante". Numa matéria publicada pela página The Metropolist, Nieem Tsekiri atribuiu à gravação quatro estrelas de cinco permitidas e elogiou-a por retornar à sonoridade de Born to Die, finalizando: "Agradavelmente diferente de tudo o que se encontra no cenário musical atual, as canções de Del Rey sobressaem-se por sua criatividade". No portal brasileiro POPLine, Alex Alves concedeu ao tema 85 pontos de aprovação em uma escala de 100 e elogiou-o por sua produção, afirmando: "O single traz vocais suaves, batidas levemente urban com pitadas de pop e uma letra menos depressiva que as que costuma trazer nas temáticas de seus trabalhos. Tudo isto, entretanto, sem perder sua identidade ou se render às tendências sonoras do mercado". No compatriota It Pop, Gustavo Hackaq atribuiu à obra quatro pontos e meio em uma escala de cinco, alegando: "Continuamente narcotizante, 'High by the Beach' é mais uma canção incrível [de Del Rey] (...). Tem o velho glamour Hollywoodiano (...), a pose gangster (...) e até o desejo mortal de liberdade (...) ".
Jillian Mapes, da revista Vulture, expressou o seguinte: "[Em 'High by the Beach'], Del Rey combina todos os seus estilos anteriores nesse pequena amostra autodepreciativa de perfeição sonora (...) Apesar de atingir o pico niilista de garota triste, 'High by the Beach' funciona como um relaxante single trap-pop". Na Out, Tommy Pisani alcunhou a faixa de "o novo hino da cultura 420", enquanto Patrick Hosken, da MTV News, apreciou a sua produção suave e descontraída e Robin Murray, da revista Clash Music, descreveu-a como: "Um hino de verão deslumbrante".

## Vídeo musical

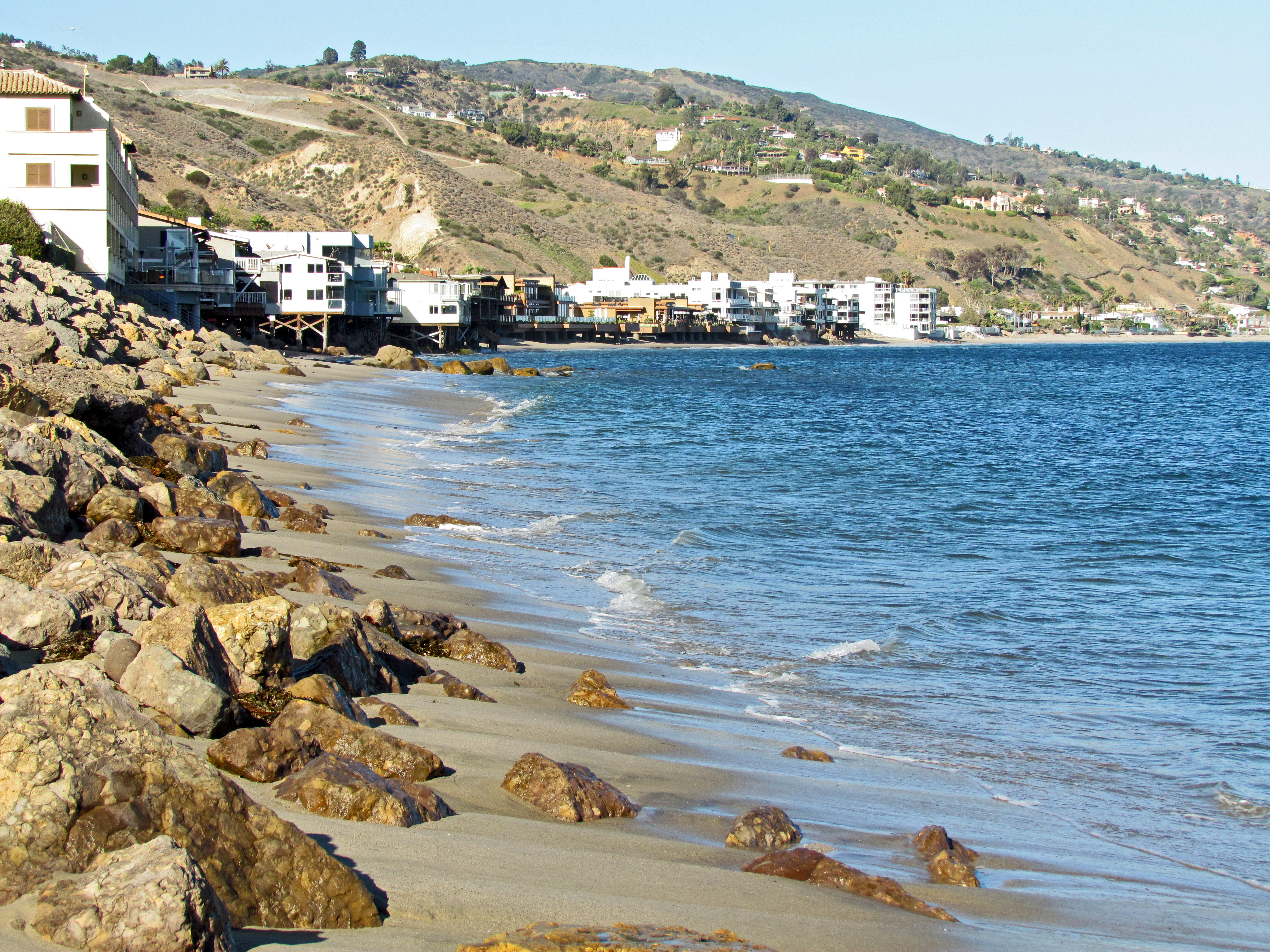
A praia de Malibu, na costa da Califórnia, foi a paisagem escolhida para as cenas do teledisco, as quais foram filmadas em uma casa à beira-mar, semelhante as da imagem.

O vídeo musical acompanhante para "High by the Beach" foi filmado em meados de 2015, em Malibu, na Califórnia, sob a produção de Ben Cooper e direção de Jake Nava. Lana Del Rey utilizou as redes socais para promover o material. Em 9 de agosto, divulgou imagens promocionais da gravação, em uma das quais segurava uma grande arma. A cantora também divulgou excertos do vídeo por meio de seu perfil no Instagram. O vídeo inicia-se com imagens do oceano, bem como de um helicóptero a aproximar-se de uma casa de praia, na qual Del Rey se encontra a espairecer na varanda. A cantora, ao perceber a presença do paparazzo, entra em um quarto e deita-se em uma cama. Posteriormente, a intérprete dirige-se a um outro cômodo, no qual encontra uma revista com notícias sobre celebridades e começa a folheá-la. Ao ir em direção à janela, o helicóptero novamente se aproxima e o paparazzo volta a fotografá-la. É neste momento em que a artista se dirige à parte exterior do imóvel e retira das pedras à beira-mar uma caixa de violão na qual guardava uma grande arma de fogo enferrujada, com a qual explode a aeronave. Vê-se, então, várias manchetes de tabloides a caírem em chamas sobre a praia.
A obra recebeu análises positivas por parte dos profissionais especializados, muitos dos quais enfatizaram as suas cenas de encarramento e notaram nelas uma crítica ao assédio sofrido pelos artistas da indústria do entretenimento. Maeve McDermott, do site USA Today Life, prezou as cenas em que Del Rey explode o helicóptero, afirmando: "Del Rey realiza o sonho de todas as celebridades perseguidas por paparazzi". Michelle Geslani, do site Consequence of Sound, considerou apropriado o vídeo ter sido gravado próximo ao mar e elogiou o material pela reviravolta apresentada ao fim da gravação. Carl Williott, do blog Idolator, expressou que, ao explodir a aeronave, Del Rey põe fim à imagem de entendiada da abertura do vídeo e mostra-se sedenta por sangue. Brittany Spanos, da Rolling Stone, comparou a "atmosfera da gravação" às cenas do filme O Vale das Bonecas e notou semelhanças entre a localização da mansão — próxima a uma rodovia — à cena inicial de um vídeo com o áudio da faixa-título do disco, divulgado semanas antes, no qual Del Rey aparece deitada sobre a grama também próxima a uma rodovia. Na revista Billboard, Joe Lynch declarou que a gravação incorpora o filme O Último Grande Herói em suas cenas finais, enquanto Chris DeVille, do Stereogum, descreveu o material como: "Espetacularmente memorável".

## Faixas e formatos
"High by the Beach" foi lançada em formato digital em lojas como Amazon.com e iTunes Store, e físico em países como Alemanha e Reino Unido. Neste último, foi comercializado em formato de CD single, que contém a gravação original e uma gravação apenas com a sua instrumentação.
| Download digital |                     |         |  |
| N.º              | Título              | Duração |  |
| 1.               | "High by the Beach" | 4:17    |  |

| CD-R da Alemanha |                     |         |  |
| N.º              | Título              | Duração |  |
| 1.               | "High by the Beach" | 4:17    |  |

| CD single do Reino Unido |                                     |         |  |
| N.º                      | Título                              | Duração |  |
| 1.                       | "High by the Beach" (Clean Version) | 4:17    |  |
| 2.                       | "High by the Beach" (Instrumental)  | 4:17    |  |

## Créditos
Direção: Jake Nava
Produção: Dave Robertson
Edição: Lenny Mesina
Direção de fotografia: Chris Probst
Composição: Lana Del Rey e Rick Nowels
Produção: Lana Del Rey e Rick Nowels

## Desempenho nas tabelas musicais

### Posições
| Tabela musical                                         | Melhor posição |
| ------------------------------------------------------ | -------------- |
| Alemanha (Media Control Charts)                        | 75             |
| Austrália (ARIA Charts)                                | 51             |
| Áustria (Ö3 Austria top 40)                            | 56             |
| Bélgica (Ultratop 40 da Valônia)                       | 16             |
| Canadá (Canadian Hot 100)                              | 39             |
| Croácia (Hrvatska Airplay Radio Chart)                 | 8              |
| Escócia (Scottish Singles and Albums Charts)           | 35             |
| Eslováquia (IFPI República Eslovaca)                   | 41             |
| Espanha (Productores de Música de España)              | 23             |
| Estados Unidos (Billboard Hot 100)                     | 51             |
| Finlândia (IFPI Finlândia)                             | 22             |
| França (Syndicat National de l'Édition Phonographique) | 14             |
| Grécia (IFPI Grécia)                                   | 5              |
| Hungria (Magyar Hanglemezkiadók Szövetsége)            | 23             |
| Irlanda (Irish Singles Chart)                          | 59             |
| Israel (Media Forest)                                  | 4              |
| Polônia (Związek Producentów Audio Video)              | 34             |
| Reino Unido (UK Singles Chart)                         | 60             |
| Chéquia (IFPI Czech Republic)                          | 50             |
| Suíça (Schweizer Singles Chart)                        | 58             |

## Histórico de lançamento
| País           | Data                 | Formato                     | Gravadora       |
| -------------- | -------------------- | --------------------------- | --------------- |
| Alemanha       | 10 de agosto de 2015 | CD-R, download digital      | Vertigo/Capitol |
| Canadá         | 10 de agosto de 2015 | Download digital            | Interscope      |
| Espanha        | 10 de agosto de 2015 | Download digital            | Universal       |
| Estados Unidos | 10 de agosto de 2015 | Download digital            | Interscope      |
| França         | 10 de agosto de 2015 | Download digital            | Polydor         |
| Itália         | 10 de agosto de 2015 | Download digital            | Universal       |
| Luxemburgo     | 10 de agosto de 2015 | Download digital            | Universal       |
| Nova Zelândia  | 10 de agosto de 2015 | Download digital            | Universal       |
| Portugal       | 10 de agosto de 2015 | Download digital            | Universal       |
| Reino Unido    | 10 de agosto de 2015 | CD single, download digital | Polydor         |